# Вайерман-Лиц, Андреа
Андреа Сибилла Вайерман-Лиц (нем. Andrea Sybille Weiermann-Lietz, род. 15 декабря 1958, Кёльн, Северный Рейн-Вестфалия) — немецкая хоккеистка (хоккей на траве), полевой игрок. Серебряный призёр летних Олимпийских игр 1984 года, бронзовый призёр чемпионата Европы 1984 года.

## Биография
Андреа Сибилла Вайерман-Лиц родилась 15 декабря 1958 года в западногерманском городе Кёльн.
Играла за «Байер» из Леверкузена, в составе которого по два раза становилась чемпионкой ФРГ по хоккею на траве (1982—1983) и индорхоккею (1981—1982).
В 1984 году завоевала бронзовую медаль чемпионата Европы в Лилле.
В том же году вошла в состав женской сборной ФРГ по хоккею на траве на летних Олимпийских играх в Лос-Анджелесе и завоевала серебряную медаль. Играла в поле, провела 4 матча, мячей не забивала.
В 1980—1984 годах провела за сборную ФРГ 22 матча.
Жила в Кёльне, работала учителем в школе.